# Somalijski vrabac
Somalijski vrabac je vrsta vrapca koji živi u Somaliji, Džibutiju, Keniji i Etiopiji. Populacija mu je stabilna. Ima dvije podvrste: Passer castanopterus castanopterus (živi u istočnoj Etiopiji i Somaliji) i Passer castanopterus fulgens (živi u jugoistočnoj Etiopiji i sjevernoj Keniji). 